# Sitio de Lyon
El sitio de Lyon se llevó a cabo del 9 de agosto al 9 de octubre de 1793 tras el levantamiento de los realistas lioneses contra la Convención Nacional de la Primera República francesa. 

## Desarrollo

### Tropas republicanas
Las fuerzas republicanas fueron extraídas del Ejército de los Alpes para formar un campamento en Lyon, con 24 000 hombres, bajo el mando del general Kellermann, además de unos 40 000 guardias nacionales provenientes de los departamentos de Allier, Puy-de-Dôme, Saona y Loira, Isère y Ardèche:
- Columna dirigida por Javogues (10 000 hombres), que se situaron al suroeste de Lyon
- Columna dirigida por Couthon (15 000 hombres requisados, llegaron el 23 de septiembre), al suroeste
- Columna dirigida por Châteauneuf-Randon y Maignet (12 000 hombres requisados), al suroeste
- Columna dirigida por Reverchon (8 000 hombres llegaron el 1 de septiembre), al noroeste
- Destacamento del Ejército de los Alpes dirigido por Kellermann, Dubois-Crancé y Gauthier (9 000 hombres), al norte
- Destacamento del Ejército de los Alpes dirigido por Laporte (10 000 hombres), en el este
- Destacamento del Ejército de los Alpes dirigido por Doppet (6 000 hombres llegaron de Saboya el 10 de septiembre), en el sureste.

### Primera ofensiva
Después de una ofensiva del ejército del Reino de Cerdeña en Saboya que retrasó a Kellermann, sus tropas llegaron el 10 de agosto a Lyon. Desde el este las tropas dirigidas por Laporte se instalaron en la margen izquierda del Ródano, La Guillotière. Gauthier mientras tanto se dirigió al norte de la ciudad, al castillo de la Pape en Rillieux-la-Pape, entre el Ródano y el Saona. Por el oeste llegaron Reverchon (desde Villefranche-d'Allier) y Javogues (desde Montbrison). Los realistas franceses mantenían, sin embargo, el control de la mayoría del departamento, Ródano y Loira.
El 12 de agosto, el departamento se separa definitivamente entre el del Ródano y el del Loira. El 21 de agosto, llegan las tropas de Couthon, Châteauneuf-Randon y Maignet.

### Sitio de la ciudad y rendición
Frente a las tropas republicanas de 65 000 soldados, las tropas realistas tenían menos de 10 000 hombres. Todos los oficiales del Ejército Republicano se negaron a unirse a la rebelión realista, por lo que su ejército estaba comandado por ex oficiales, a menudo nobles como el conde de Précy. Los mandos militares en ejercicio tenían, al menos inicialmente, juramento de fidelidad a la República y de oposición a los leales a la Corona y la anarquía.
A finales de agosto, las primeras batallas permitieron a las columnas republicanas avanzar hasta los reductos que protegían los puentes sobre el río Saona. Por lo tanto, en la noche del 15 al 16 de septiembre, los ejércitos realistas de Lyon se retiraron a su esquina de La Croix-Rousse, en el norte, y en la cabeza del puente de Brotteaux, al nordeste. Con el avance de las tropas de la República, lo que redujo la porción de territorio en manos de los realistas, la ciudad se hundió en el hambre. Especialmente cuando, después de una primera advertencia, el 22 de septiembre comenzó el bombardeo de la ciudad. El 29, los sitiadores lograron la captura de los últimos reductos de la ciudad en la orilla derecha del Saona; mientras, en el suroeste de la ciudad, el fuerte de Sainte-Foy cayó y el resto de las tropas republicanas llegaron a la confluencia, casi completando la invasión de la ciudad.
Luego dejaron una tregua de los combates hasta el 7 de octubre, antes de la apertura de las negociaciones al día siguiente. En la ciudad, después de las secciones de debate y, a pesar de lo defendido por el conde de Précy, una delegación encabezada por el exconstituyente Jean-André Périsse du Luc se dirigió hacia las tropas de la Convención para abrir las negociaciones. El mismo día cayeron los fuertes de San Ireneo y San Justo en el oeste.

### Huida
El 9 de octubre, al amanecer, el conde de Précy y sus principales lugartenientes, acompañados de 1.200 a 2.500 hombres de su tropa y algunos civiles, huyeron de la ciudad por Vaise, al noroeste. El objetivo era cruzar el Saona aguas abajo de Trévoux y luego llegar a Suiza. La vanguardia y el cuerpo principal, bajo las órdenes de Précy, lograron cruzar las líneas bajo el fuego de los sitiadores, pero la retaguardia, bajo las órdenes del conde de Virieu, fue vencida cuando atravesaba Saint-Cyr-au-Mont-d'Or, aún cerca de Lyon.
Al final de un viaje a través del Lyonnais y el Beaujolais, los últimos hombres de Précy (80 o 100) fueron finalmente capturados en el Monte Popey (Saint-Romain-de-Popey) el 11 de octubre, después de que la mayoría de sus compañeros hubiesen sido capturados (como Plantigny, Clermont-Tonnerre, "Arnaud" y "Rimbert") o hubiesen caído en los ataques de los habitantes de los pueblos por los que habían pasado durante su huida. En cuanto al general Précy, logró llegar a Sainte-Agathe-en-Donzy, esconderse allí durante unos meses y luego llegar a Suiza en enero de 1794. No regresaría a Francia hasta 1811.